# Cape Horn
Cape Horn (tiếng Hà Lan: Kaap Hoorn; tiếng Tây Ban Nha: Cabo de Hornos; có nghĩa là "Mũi Sừng") là mũi đất, điểm cực nam của quần đảo Tierra del Fuego, miền Nam Chile.
Có ý kiến phổ biến cho rằng Cape Horn là điểm tận cùng về phía Nam của châu Mỹ. Mặc dù trên lý thuyết đây không phải là điểm cực nam của Nam Mỹ (là Quần đảo Diego Ramírez cách Cape Horn 105 km về phía tây nam), Cape Horn đánh dấu ranh giới phía bắc của eo biển Drake và đánh dấu nơi hai đại dương Đại Tây Dương và Thái Bình Dương gặp nhau.
Cape Horn được khám phá lần đầu tiên vào năm 1616 bởi thủy thủ người Hà Lan Willem Schouten, người đặt tên cho nó là Kaap Hoorn theo tên thành phố Hoorn ở Hà Lan. Trong nhiều thập kỷ, Cape Horn là một cột mốc quan trọng trên tuyến đường vận tải đường thủy, qua đó các tàu thuyền chở hàng hóa thương mại trên khắp thế giới. Vùng nước xung quanh Cape Horn đặc biệt nguy hiểm, do gió mạnh, sóng lớn, dòng chảy mạnh và các tảng băng trôi; những nguy hiểm này đã khiến nó trở nên khét tiếng như một nghĩa địa của các thủy thủ.
Nhu cầu đi lại qua Cape Horn đã giảm đáng kể từ khi kênh đào Panama được mở vào tháng 8 năm 1914. Tuy nhiên, đi thuyền quanh Cape Horn vẫn được coi là một trong những thử thách đáng trải nghiệm trong giới du thuyền mạo hiểm. Do đó, một số thủy thủ giải trí tiếp tục đi theo tuyến đường này, đôi khi là một phần của việc đi vòng quanh thế giới. Hầu như tất cả trong số này chọn các tuyến đường qua các kênh ở phía bắc của mũi. (Nhiều người đi đường vòng qua các đảo và neo đậu để chờ thời tiết thuận lợi đến thăm Cape Horn, hoặc đi thuyền quanh đó để tái tạo một vòng quanh địa điểm lịch sử này). Một số cuộc đua du thuyền trên biển nổi bật, đáng chú ý là Cuộc đua Đại dương Volvo, VELUX 5 Oceans và Quả cầu Vendée, đi thuyền vòng quanh thế giới qua Mũi Sừng. Những kỷ lục về tốc độ cho hành trình đi thuyền vòng quanh thế giới được công nhận theo tuyến đường này.

Các hòn đảo xung quanh Cape Horn giữa Nam Mỹ và Nam Cực

## Lịch sử

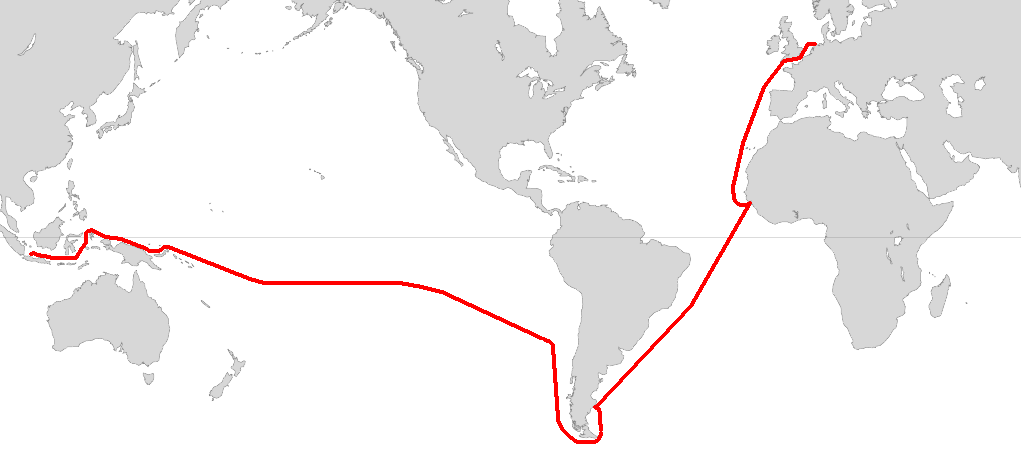
Chuyến đi của Willem Schouten và Jacob le Maire vào những năm 1615-16

Năm 1525, con tàu San Lesmes do Francisco de Hoces, thành viên của Đoàn thám hiểm Loaísa chỉ huy, đã bị thổi bay về phía nam bởi một cơn gió ở phía trước Đại Tây Dương ở đoạn cuối eo biển Magellan và đến vĩ độ 56 °S nơi họ nghĩ là sẽ thấy nơi tận cùng của đất liền.
Vào tháng 9 năm 1578, Francis Drake, trong quá trình đi vòng quanh thế giới, đã đi qua eo biển Magellan vào Thái Bình Dương. Trước khi ông ta có thể tiếp tục hành trình về phía bắc, các con tàu của ông đã gặp phải một cơn bão và được thổi về phía nam Tierra del Fuego. Sự mở rộng của vùng nước mở mà họ gặp phải khiến Drake đoán rằng từ xa là một lục địa khác, như đã tin trước đây, Tierra del Fuego là một hòn đảo có vùng biển mở về phía nam. Phát hiện này đã không được để mắt trong một thời gian, khi các tàu sau này tiếp tục sử dụng lối đi đã biết qua Eo biển Magellan.
Vào đầu thế kỷ 17, Công ty Đông Ấn Hà Lan đã được trao độc quyền cho tất cả các giao dịch của Hà Lan thông qua Eo biển Magellan và Mũi Hảo Vọng, các tuyến đường duy nhất được biết đến để đi đến Viễn Đông. Để tìm kiếm một tuyến đường thay thế và một tuyến đến Terra Australis chưa biết, Isaac Le Maire, một thương nhân giàu có ở Amsterdam và Willem Schouten, một chủ tàu của Horn, đã đóng góp cổ phần bằng nhau cho doanh nghiệp, với sự hỗ trợ tài chính bổ sung từ các thương nhân Horn. Jacob Le Maire, con trai của Isaac, đã tiếp tục cuộc hành trình với tư cách là trưởng nhóm Marchant Marchant và là nhân tố chính, phụ trách các khía cạnh giao dịch của nỗ lực này. Hai chiếc tàu rời Hà Lan vào đầu tháng 6 năm 1615 là Eendracht 360 tấn với Schouten và Le Maire trên tàu, và Hoorn 110 tấn, trong đó anh trai của Schouten, Johan là chủ. Sau đó, Eendracht, cùng với phi hành đoàn của chiếc tàu Hoorn bị đắm gần đây, đi qua eo biển Le Maire và Schouten cùng với Le Maire đã thực hiện chuyến khám phá tuyệt vời của họ.
Vào thời điểm nó được phát hiện, Mũi Sừng được cho là điểm cực nam của Tierra del Fuego; những mối nguy hiểm không thể đoán trước của điều kiện thời tiết và biển cả trong eo biển Drake khiến việc thám hiểm trở nên khó khăn và chỉ đến năm 1624, Mũi Sừng mới được phát hiện là một hòn đảo. Đó là một minh chứng kể đến những khó khăn của điều kiện khu vực này khi mà Nam Cực, chỉ cách đó 650 km (400 dặm) trên eo biển Drake, được phát hiện chỉ là thời gian gần đây như năm 1820, mặc dù eo biển này đã được sử dụng như một tuyến đường vận chuyển chính trong 200 năm.
Trong nhiều thế kỷ, Cape Horn là hải trình chủ yếu giữa các lục địa Mỹ, Âu và Á châu. Các tàu thuyền đi vòng quanh Mũi Sừng mang theo len, ngũ cốc vàng từ Úc trở về châu Âu; nhiều giao dịch được thực hiện quanh Mũi Sừng giữa Châu Âu và Viễn Đông; và các tàu thương mại và hành khách đi lại giữa các bờ biển của Hoa Kỳ thông qua Mũi Sừng. Các thuyền tàu hầu như phải chọn thủy lộ này, dù bao hiểm nguy luôn rình rập trên khúc quanh tuy nhỏ nhưng thuộc hàng đáng sợ nhất thế giới. Năm 1934, một nhà thám hiểm người Na Uy tên là Al Hansen là người đầu tiên trên thế giới chinh phục Mũi Sừng bằng thuyền mộc. Nhưng vì đi sai đường từ đông sang tây, thuyền của ông đã bị đắm sau khi không thể chống chọi nổi với những cơn gió lớn tại đây.
Các tuyến đường sắt xuyên lục địa ở Bắc Mỹ, cũng như Kênh đào Panama mở cửa năm 1914 ở Trung Mỹ, dẫn đến việc giảm dần việc sử dụng Cape Horn để buôn bán. Khi tàu hơi nước thay thế tàu thuyền, Flying P-liner Pamir trở thành chiếc thuyền buồm thương mại cuối cùng đi vòng quanh mũi Cape Horn chở hàng hóa, chở ngũ cốc từ cảng Victoria ở Úc, đến Falmouth, Anh vào năm 1949.
Trải qua hàng trăm năm nay, Cape Horn luôn là nỗi khiếp sợ cho các thủy thủ, ngay cả những người đi biển lâu năm, dày dặn kinh nghiệm nhất.

## Địa lý

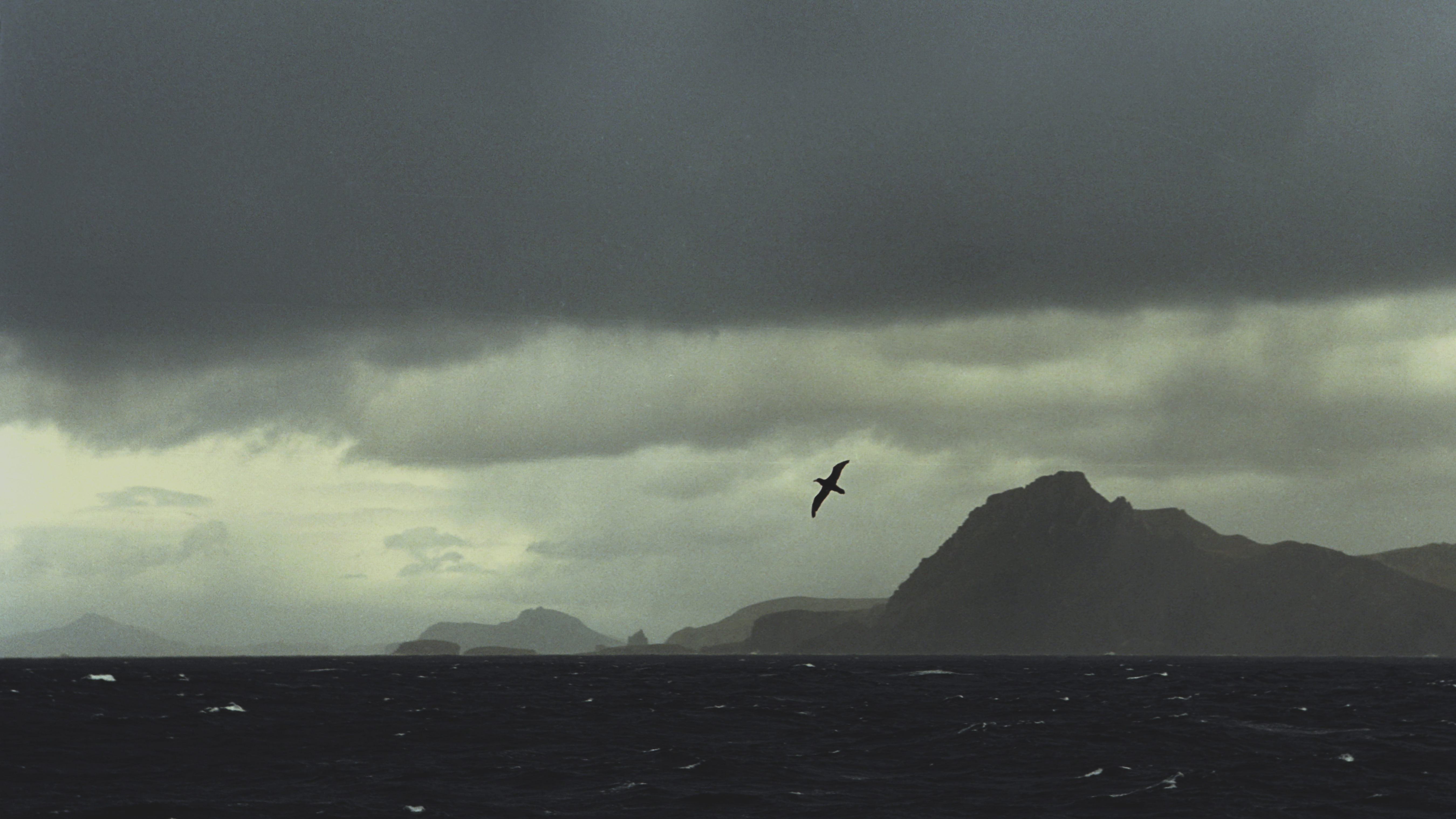
Cape Horn lúc biển động

Cape Horn là một vách đá cao khoảng 425 m, nằm ở cực nam châu Mỹ, trên một hòn đảo nhỏ (đảo Horn), diện tích 12 km². Mũi Horn tiếp giáp với rìa phía bắc của eo biển Drake, một eo biển rộng 650 km phân cách hai lục địa Nam Mỹ và Nam Cực. Khoảng cách từ đây đến bán đảo Nam Cực chỉ khoảng 1000 km. Nó nằm trong vườn quốc gia Cabo de Hornos.
Mũi đất nằm trong lãnh hải Chile và Hải quân Chile duy trì một trạm trên đảo Horn, bao gồm một khu dân cư, tòa nhà tiện ích, nhà nguyện và ngọn hải đăng. Một khoảng cách ngắn từ nhà ga chính là một đài tưởng niệm, bao gồm một tác phẩm điêu khắc lớn được thực hiện bởi nhà điêu khắc người Chile, Jose Balcells, có hình bóng của một con hải âu, để tưởng nhớ các thủy thủ đã chết trong khi cố gắng "vượt qua Mũi Sừng". Nó được dựng lên vào năm 1992 thông qua sáng kiến của Lực lượng anh em thuyền trưởng Cape Horn của Chile. Do gió mạnh đặc trưng của khu vực, tác phẩm điêu khắc này đã bị thổi bay vào năm 2014 và chưa biết liệu nó đã được khôi phục lại vị trí bình thường hay chưa. Địa hình ở đây hoàn toàn không có cây cối, mặc dù khá tươi tốt do lượng mưa thường xuyên. Cape Horn là giới hạn phía nam của phạm vi mà chim cánh cụt Magellan phân bố.

### Khí hậu
Khí hậu trong khu vực nói chung là từ mát mẻ đến lạnh, do vĩ độ cao ở bán cầu nam. Không có trạm thời tiết trong nhóm đảo bao gồm Cape Horn; nhưng một nghiên cứu vào năm 1882-1883, đã tìm thấy lượng mưa hàng năm là 1.357 mm (53,4 inch), với nhiệt độ trung bình hàng năm là 5,2 °C (41,4 °F). Gió được báo cáo trung bình 30 km mỗi giờ (8,33 m / s; 18,64 dặm / giờ), (5 Bf), với các cơn gió trên 100 km mỗi giờ (27,78 m / s; 62,14 dặm / giờ), (10 Bf) xảy ra trong tất cả các mùa. Có 278 ngày mưa (70 ngày có tuyết) và 2.000 milimét (79 inch) lượng mưa hàng năm.
Độ che phủ của mây nhìn chung rất rộng, với trung bình từ 5,2 eighth trong tháng 5 và tháng 7 đến 6,4 eighth trong tháng 12 và tháng 1. Lượng mưa cao trong suốt cả năm: trạm thời tiết trên Quần đảo Diego Ramirez gần đó, 109 km (68 dặm) về phía tây nam trong eo Drake, cho thấy lượng mưa lớn nhất vào tháng 3, trung bình là 137,4 mm (5,41 in); trong khi tháng 10, nơi có lượng mưa ít nhất, vẫn trung bình khoảng 93,7 mm (3,69 in). Điều kiện gió ở đây thường rất xấu và nghiêm trọng, đặc biệt là vào mùa đông. Các trận cuồng phong có tốc độ 30– 100 km/giờ liên tục thổi qua đây khiến thời tiết ở mũi Horn có thể trở nên lạnh giá và ẩm ướt hơn. Vào mùa hè, gió ở Cape Horn chỉ có lực mạnh trong 5% thời gian, nhìn chung tầm nhìn khá tốt; tuy nhiên, vào mùa đông, gió bão xuất hiện tới 30% thời gian, thường có tầm nhìn kém.
Nhiều câu chuyện được kể về những chuyến đi nguy hiểm "quanh Mũi Sừng", mô tả hầu hết các cơn bão dữ dội. Charles Darwin đã viết: "Một cảnh tượng của một bờ biển như vậy là đủ để thực hiện giấc mơ của một người trên cạn trong một tuần về các vụ đắm tàu, nguy hiểm và cái chết."
Là điểm cực nam của vùng đất bên ngoài Nam Cực, khu vực này chỉ trải qua 7 giờ ánh sáng ban ngày trong ngày Hạ chí, với bản thân Cape Horn có 6 giờ 57 phút. Khu vực này trong tháng 12 trải qua khoảng 17 giờ rưỡi ban ngày trong ngày Đông chí tháng 12 và có thể trải qua những ngày sáng chạng vạng trên biển từ hoàng hôn đến bình minh. Ban ngày vùng cực hoặc đêm trắng có thể được quan sát trong tuần xung quanh ngày Đông chí.
Cape Horn có khí hậu vùng lãnh nguyên (ET), với lượng mưa dồi dào, phần lớn là tuyết rơi xuống.
| Dữ liệu khí hậu của Đảo Diego Ramírez (Isla Gonzalo) | Dữ liệu khí hậu của Đảo Diego Ramírez (Isla Gonzalo) | Dữ liệu khí hậu của Đảo Diego Ramírez (Isla Gonzalo) | Dữ liệu khí hậu của Đảo Diego Ramírez (Isla Gonzalo) | Dữ liệu khí hậu của Đảo Diego Ramírez (Isla Gonzalo) | Dữ liệu khí hậu của Đảo Diego Ramírez (Isla Gonzalo) | Dữ liệu khí hậu của Đảo Diego Ramírez (Isla Gonzalo) | Dữ liệu khí hậu của Đảo Diego Ramírez (Isla Gonzalo) | Dữ liệu khí hậu của Đảo Diego Ramírez (Isla Gonzalo) | Dữ liệu khí hậu của Đảo Diego Ramírez (Isla Gonzalo) | Dữ liệu khí hậu của Đảo Diego Ramírez (Isla Gonzalo) | Dữ liệu khí hậu của Đảo Diego Ramírez (Isla Gonzalo) | Dữ liệu khí hậu của Đảo Diego Ramírez (Isla Gonzalo) | Dữ liệu khí hậu của Đảo Diego Ramírez (Isla Gonzalo) |
| Tháng                                                | 1                                                    | 2                                                    | 3                                                    | 4                                                    | 5                                                    | 6                                                    | 7                                                    | 8                                                    | 9                                                    | 10                                                   | 11                                                   | 12                                                   | Năm                                                  |
| ---------------------------------------------------- | ---------------------------------------------------- | ---------------------------------------------------- | ---------------------------------------------------- | ---------------------------------------------------- | ---------------------------------------------------- | ---------------------------------------------------- | ---------------------------------------------------- | ---------------------------------------------------- | ---------------------------------------------------- | ---------------------------------------------------- | ---------------------------------------------------- | ---------------------------------------------------- | ---------------------------------------------------- |
| Trung bình ngày tối đa °C (°F)                       | 14.7 (58.5)                                          | 14.4 (57.9)                                          | 12.8 (55.0)                                          | 9.8 (49.6)                                           | 6.4 (43.5)                                           | 4.2 (39.6)                                           | 3.7 (38.7)                                           | 5.3 (41.5)                                           | 7.9 (46.2)                                           | 10.6 (51.1)                                          | 12.5 (54.5)                                          | 14.1 (57.4)                                          | 9.7 (49.5)                                           |
| Trung bình ngày °C (°F)                              | 7.2 (45.0)                                           | 7.5 (45.5)                                           | 6.6 (43.9)                                           | 5.6 (42.1)                                           | 4.5 (40.1)                                           | 3.7 (38.7)                                           | 3.2 (37.8)                                           | 3.2 (37.8)                                           | 3.6 (38.5)                                           | 4.7 (40.5)                                           | 5.5 (41.9)                                           | 6.5 (43.7)                                           | 5.2 (41.4)                                           |
| Tối thiểu trung bình ngày °C (°F)                    | 6.5 (43.7)                                           | 6.2 (43.2)                                           | 5.0 (41.0)                                           | 3.2 (37.8)                                           | 1.0 (33.8)                                           | −0.7 (30.7)                                          | −1.1 (30.0)                                          | −1.0 (30.2)                                          | 1.0 (33.8)                                           | 2.6 (36.7)                                           | 4.4 (39.9)                                           | 5.7 (42.3)                                           | 2.7 (36.9)                                           |
| Lượng Giáng thủy trung bình mm (inches)              | 126.0 (4.96)                                         | 135.3 (5.33)                                         | 137.4 (5.41)                                         | 134.4 (5.29)                                         | 107.4 (4.23)                                         | 109.4 (4.31)                                         | 107.6 (4.24)                                         | 97.7 (3.85)                                          | 100.0 (3.94)                                         | 93.7 (3.69)                                          | 99.3 (3.91)                                          | 119.3 (4.70)                                         | 1.367,5 (53.84)                                      |
| Nguồn: Meteorología Interactiva                      |                                                      |                                                      |                                                      |                                                      |                                                      |                                                      |                                                      |                                                      |                                                      |                                                      |                                                      |                                                      |                                                      |

### Hành chính
Cape Horn là một phần của xã Cabo de Hornos, lỵ sở là Puerto Williams thuộc tỉnh Antártica Chilena. Khu vực này là một phần của Vùng Magallanes y la Antártica Chilena của Chile. Thị trấn gần Mũi Sừng nhất là Puerto Toro chỉ cách Puerto Williams vài cây số về phía nam.

## Hiện nay
Nhiều tàu chở dầu hiện đại quá rộng để phù hợp với Kênh đào Panama, cũng như một vài tàu chở khách và một số tàu sân bay. Nhưng không có tuyến đường thương mại thông thường xung quanh Mũi Sừng và các tàu hiện đại chở hàng hóa hiếm khi được nhìn thấy. Tuy nhiên, một số tàu du lịch thường xuyên đi vòng quanh Mũi Sừng khi đi từ đại dương này sang đại dương khác. Những nơi này thường dừng ở Ushuaia hoặc Punta Arenas cũng như Cảng Stanley. Một số tàu du lịch nhỏ chở khách đi giữa Ushuaia và Bán đảo Nam Cực cũng sẽ vượt qua Mũi Sừng, nếu thời gian và thời tiết cho phép.

### Các tuyến thuyền buồm
Một số tuyến thuyền buồm tiềm năng có thể được theo sau xung quanh mũi Nam Mỹ. Eo biển Magellan, giữa đại lục và Tierra del Fuego, là một con đường lớn mặc dù lối đi hẹp, được sử dụng để buôn bán trước khi Mũi Sừng được phát hiện. Kênh Beagle (được đặt tên theo con tàu của đoàn thám hiểm Charles Darwin), giữa Tierra del Fuego và Isla Navarino, cung cấp một tuyến đường tiềm năng, mặc dù khó khăn. Các đoạn khác có thể được thực hiện xung quanh Quần đảo Wollaston và Hermite ở phía bắc của Cape Horn.
Tuy nhiên, tất cả những đoạn đường này đều nổi tiếng với những cơn gió nguy hiểm, có thể bất ngờ tấn công một con tàu với rất ít hoặc không có cảnh báo nào; Vùng nước mở của eo Drake, phía nam Cape Horn, đến nay vẫn là con đường rộng nhất, đoạn hẹp nhất cũng vào khoảng 800 km (500 dặm) chiều rộng; lối đi này cung cấp không gian biển rộng rãi để điều động khi gió thay đổi, và là tuyến đường được sử dụng bởi hầu hết các tàu và thuyền buồm, mặc dù có khả năng cao xảy ra hiện tượng sóng cực đoan.

### "Vòng quanh Mũi Sừng"
Tham quan Cabo de Hornos có thể được thực hiện trong một chuyến đi trong ngày bằng trực thăng hoặc bằng thuyền điều lệ hoặc thuyền buồm tuy sẽ khó khăn hơn, hoặc tàu du lịch. "Nhân đôi sừng" theo truyền thống được hiểu là liên quan đến việc chèo thuyền từ 50 độ Nam trên một bờ biển này đến 50 độ Nam trên bờ biển khác, hai vĩ độ chuẩn của một cuộc du ngoạn quanh Mũi Sừng, một nỗ lực khó khăn và tốn thời gian hơn đáng kể chiều dài tối thiểu là 930 dặm (1.500 km).

### Rủi ro

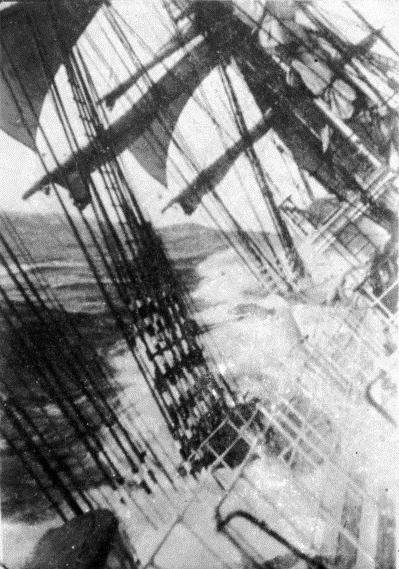
Cảnh một chiếc thuyền buồm không xác định trong một cơn bão tại Cape Horn, giữa năm 1885 và 1954

Một số yếu tố kết hợp để làm cho lối đi xung quanh Cape Horn trở thành một trong những tuyến vận chuyển nguy hiểm nhất trên thế giới: điều kiện đi thuyền khốc liệt phổ biến ở Nam Đại Dương nói chung; địa lý của đoạn phía nam của Mũi Sừng; và vĩ độ cực nam của nó, ở 56 ° nam. (Để so sánh, Cape Agulhas ở cực nam châu Phi nằm ở 35 ° nam; Đảo Stewart/Rakiura ở cuối phía nam của New Zealand là 47 ° nam.)
Nơi đây được xem là địa ngục của gió, những cơn gió mạnh ở vĩ độ trên 40 ° nam có thể thổi từ tây sang đông mà gần như không bị ngăn trở bởi đất liền. Những cơn gió này đủ nguy hiểm để các tàu đi về phía đông sẽ có xu hướng ở lại phía bắc thuộc khu vực không quá 40 ° vĩ độ nam; tuy nhiên, tiếp cận Cape Horn đòi hỏi tàu phải tiến về phía nam ở vĩ độ 56 ° nam, vào vùng gió mạnh nhất. Hơn nữa, bị gò ép giữa lục địa Nam Cực và dãy núi Andes, gió ùa thẳng vào eo hẹp Drake, gây ra những trận bão kinh hoàng tạo ra các con sóng lớn.
Những cơn gió mạnh của Nam Đại Dương tạo ra những đợt sóng lớn tương ứng; những con sóng này có thể đạt được độ cao lớn khi chúng cuộn quanh Nam Đại Dương, không bị ngăn trở từ đất liền. Tuy nhiên, tại Cape Horn, những con sóng này gặp phải một vùng nước nông ở phía nam của mũi, có tác dụng làm cho sóng ngắn hơn và dốc hơn, làm tăng đáng kể nguy cơ cho tàu. Nếu dòng chảy hải lưu mạnh về phía đông qua eo Drake gặp phải một cơn gió đông đối nghịch, điều này có thể có tác dụng xuất hiện thêm các đợt sóng. Ngoài những con sóng "bình thường" này, khu vực phía tây của Cape Horn đặc biệt nổi tiếng với những con sóng độc, có thể đạt được độ cao lên tới 30 mét (98 feet).
Các luồng gió và dòng chảy hải lưu mạnh tạo ra các vấn đề đặc biệt đối với các tàu đang cố gắng đi vòng qua khu vực, tức là từ đông sang tây. Đây là một vấn đề đặc biệt nghiêm trọng đối với các tàu thuyền truyền thống, có thể tạo ra rất ít khả năng chống gió vào thời điểm tốt nhất; các thuyền buồm hiện đại có hiệu quả hơn đáng kể đối với gió và đáng tin cậy hơn có thể thực hiện một chuyến đi về phía tây của Cape Horn, như họ làm trong cuộc đua Thách thức toàn cầu.
Những tảng băng trôi là mối nguy hiểm cho các thủy thủ mạo hiểm đi xa trên vĩ độ 40 ° nam. Mặc dù giới hạn băng trôi là ở phía nam xung quanh mũi, tảng băng trôi là mối nguy hiểm đáng kể cho các tàu thuyền trong khu vực. Ở Nam Thái Bình Dương vào tháng Hai (mùa hè ở Nam bán cầu), các tảng băng thường bị giới hạn ở dưới 50 ° nam; nhưng vào tháng 8, nguy cơ băng trôi có thể di chuyển xa về phía bắc ở 40 ° nam. Ngay cả trong tháng hai, Cape Horn vẫn ở dưới vĩ độ của giới hạn xuất hiện các tảng băng. Những mối nguy hiểm này đã khiến cho Cape Horn trở nên khét tiếng vì có lẽ đây là tuyến đường biển nguy hiểm nhất thế giới; nhiều tàu bị đắm, và nhiều thủy thủ đã chết khi cố gắng đi vòng quanh khu vực này.

### Hải đăng

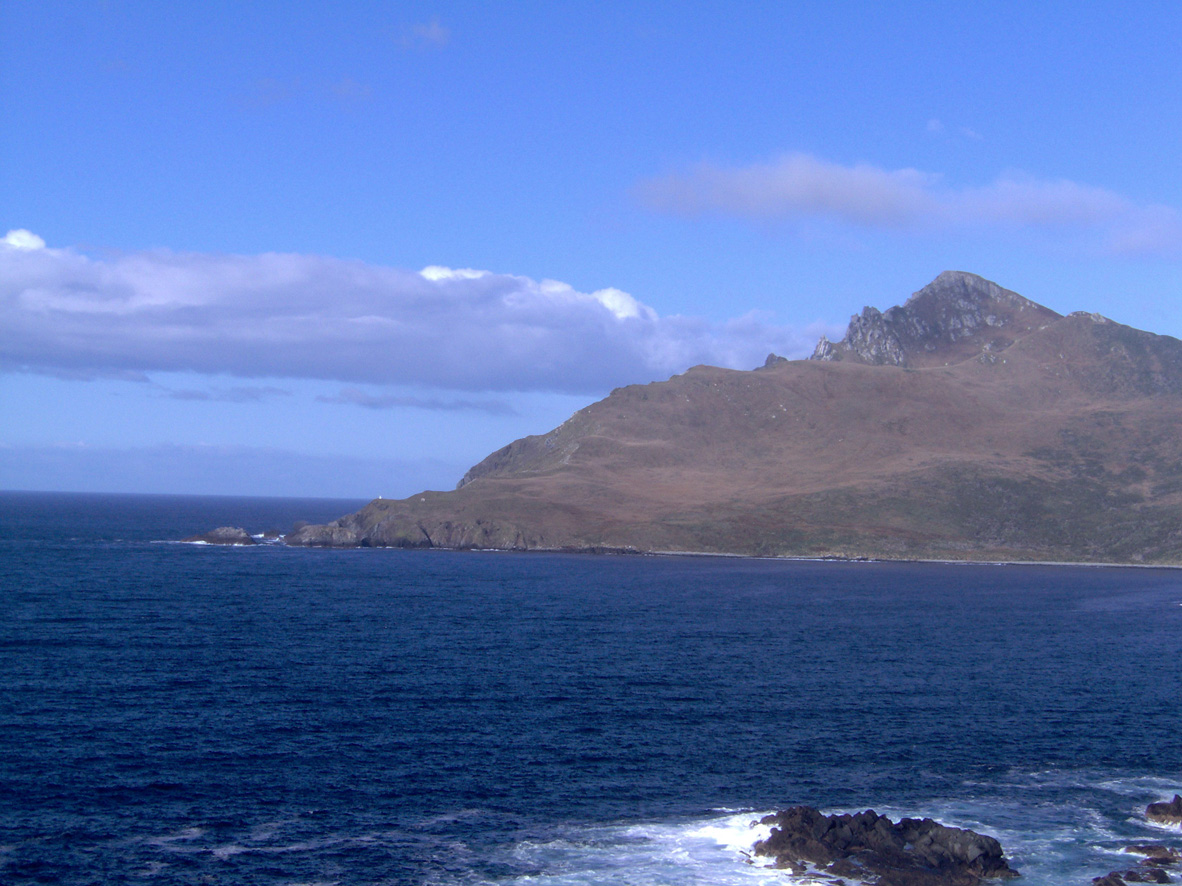
Cape Horn, nhìn từ vị trí trạm Hải quân Chile. Ngọn hải đăng nhỏ có thể được xem là một điểm trắng gần bờ biển

Hai ngọn hải đăng được đặt gần hoặc ở Cape Horn. Một ngọn nằm trong Trạm Hải quân Chile là nơi dễ tiếp cận và tham quan hơn, và thường được gọi là ngọn hải đăng Cape Horn. Tuy nhiên, trạm Hải quân Chile, bao gồm ngọn hải đăng (ARLS CHI-030, 55 ° 57′49 ″ S 67 ° 13′14 W) và đài tưởng niệm, không được đặt trên Cape Horn (rất khó tiếp cận bằng đường bộ hoặc biển), nhưng trên một điểm đất khác khoảng một dặm về phía đông-đông bắc.
Ngọn hải đăng Cape Horn thích hợp là một tháp ánh sáng bằng sợi thủy tinh nhỏ hơn 4 mét (13 feet), với một mặt phẳng tiêu cự 40 mét (130 feet) và một loạt các khoảng 21 km (13 dặm). Đây là ngọn hải đăng Cape Horn đích thực (ARLS CHI-006, 55 ° 58′38 ″ S 67 ° 15′46 ″ W), và là ngọn hải đăng truyền thống cực nam của thế giới. Một vài công cụ hỗ trợ điều hướng nhỏ được đặt ở phía nam xa hơn, bao gồm một ở Quần đảo Diego Ramírez và một số ở Nam Cực.

### Thuyền giải trí và thể thao

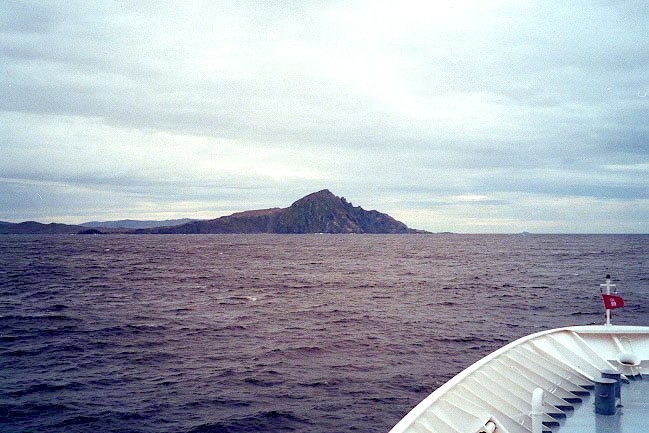
Tiếp cận Cape Horn từ phía tây nam.

Mặc dù đã mở các kênh đào Suez và Panama, Cape Horn vẫn là một phần của tuyến thuyền buồm nhanh nhất trên thế giới, và vì vậy sự phát triển của thuyền buồm giải trí đường dài đã mang lại sự hồi sinh của những thuyền buồm đi qua Mũi Sừng. Do sự xa xôi của địa điểm và các mối nguy hiểm ở đó, du thuyền một vòng quanh Cape Horn được coi là tương đương với việc leo lên đỉnh Everest, và vì vậy nhiều thủy thủ đã đến đây và tìm thử thách cho riêng mình.
Joshua Slocum là người chèo du thuyền một mình đầu tiên vượt qua thành công theo cách này (vào năm 1895) mặc dù cuối cùng, thời tiết khắc nghiệt đã buộc anh phải sử dụng một số tuyến đường nội địa giữa các kênh và đảo và người ta tin rằng anh không thực sự vượt ra ngoài Mũi Sừng. Nếu người ta phải đi theo định nghĩa nghiêm ngặt, chiếc thuyền nhỏ đầu tiên đi thuyền ra ngoài Cape Horn là chiếc du thuyền Saoirse dài 42 feet, được Conor O'Brien cùng với ba người bạn chèo thuyền trong một chuyến đi vòng quanh thế giới từ năm 1923 đến 1925. Năm 1934, Al Hansen của Na Uy là người đầu tiên đi vòng quanh Cape Horn một mình từ đông sang tây qua "con đường sai" bằng con thuyền Mary Jane, nhưng sau đó bị đắm ở bờ biển Chile. Người đầu tiên đi vòng quanh thế giới theo kiểu du thuyền một mình thành công thông qua Cape Horn là Vito Dumas người Argentina, người đã thực hiện chuyến đi vào năm 1942 trong chiếc ketch Lehg II dài 33 feet (10 mét); kể từ đó, một số thủy thủ khác đã theo ông, bao gồm cả Webb Chiles, người vào tháng 12 năm 1975 đã đi một vòng quanh Cape Horn. Vào ngày 31 tháng 3 năm 2010, Abby Sunderland, 16 tuổi, đã trở thành người trẻ nhất đi thuyền một mình quanh Cape Horn trong nỗ lực đi vòng quanh thế giới. Vào năm 1987, Đoàn thám hiểm Cape Horn của Anh, đứng đầu là Nigel H Seymour, đã đi quanh Cape Horn trong chiếc thuyền kayak đầu tiên trên thế giới có tên là "Kaymaran". Hai chiếc thuyền kayak đi biển có thể liên kết với nhau bằng hai cánh buồm ở bất kỳ vị trí nào trong bốn vị trí chèo thuyền giữa hai chiếc thuyền kayak.
Ngày nay, có một số cuộc đua du thuyền lớn được tổ chức thường xuyên dọc theo tuyến đường cũ qua Cape Horn. Đầu tiên trong số đó là Cuộc đua Quả cầu vàng Chủ nhật, là cuộc đua cá nhân; điều này đã truyền cảm hứng cho cuộc đua Around Alone ngày nay, nơi những người đi vòng quanh có điểm dừng và Quả cầu Vendée, không ngừng nghỉ. Cả hai đều là những cuộc đua cá nhân, và được tổ chức bốn năm một lần. Volvo Ocean Race là một cuộc đua đường thủy với các điểm dừng, đi theo lộ trình cứ sau bốn năm. Nguồn gốc của nó nằm trong Cuộc đua vòng quanh thế giới cuộc đua lần đầu tiên vào năm 1973. Giải thưởng Jules Verne là giải thưởng cho việc đi vòng quanh thế giới nhanh nhất bởi bất kỳ loại du thuyền nào, không có giới hạn về quy mô người tham gia (không hỗ trợ, không ngừng nghỉ). Cuối cùng, cuộc đua Thử thách Toàn cầu đi vòng quanh thế giới "sai đường", từ đông sang tây, liên quan đến việc phải đi vòng quanh Cape Horn trước những cơn gió và dòng chảy hải lưu hung tợn.
Cape Horn vẫn là một mối nguy hiểm lớn cho các thủy thủ đi du ngoạn với mục đích giải trí. Tuy nhiên, một trường hợp kinh điển là của Miles và Beryl Smeeton, người đã cố gắng đi quanh mũi trong du thuyền Tzu Hang của họ. Bị tấn công bởi một làn sóng độc khi đến gần mũi, chiếc thuyền đã bị lật nhào. Mặc dù họ sống sót và có thể sửa chữa thuyền ở Talcahuano, Chile, họ đã cố gắng vượt qua chặng đường đó một lần nữa, và thuyền vẫn bị lật và bị phá hủy lần thứ hai, bởi một làn sóng độc khác, một lần nữa họ sống sót một cách kỳ diệu.
55°58′48″N 67°17′21″T / 55,98°N 67,28917°T